# Kardingermaar

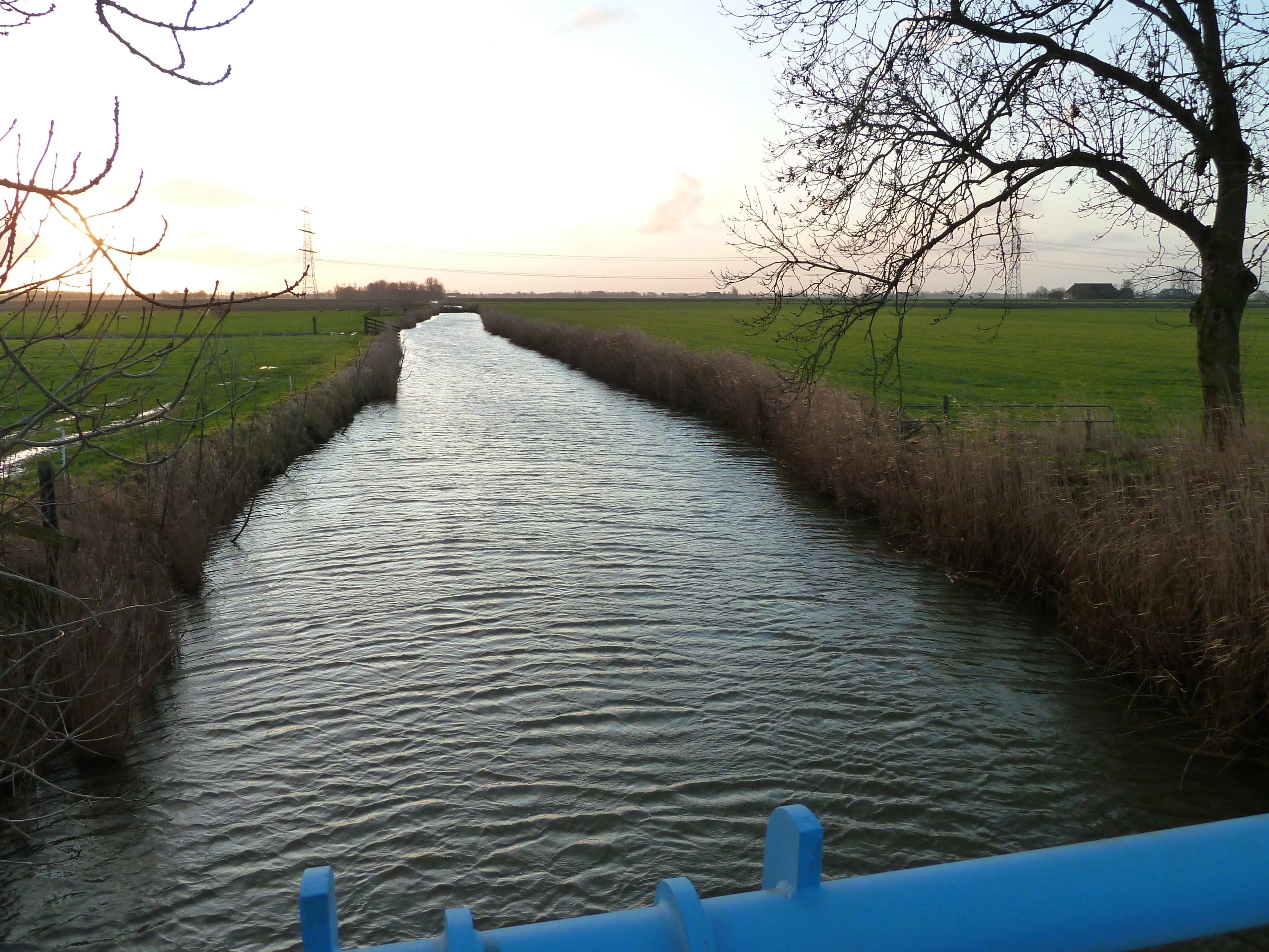
Het Kardingermaar (zuidelijke richting) gezien vanaf de brug Keesrieftil tussen Bedum en Middelstum

Het Kardingermaar is een maar (watergang) in de provincie Groningen dat vroeger liep van Ruischerbrug naar Onderdendam. Het is grotendeels de grens tussen de voormalige gemeenten Bedum en Ten Boer.
Het vormde ooit de belangrijkste afwatering van het Vierendeel, het oostelijke gedeelte van de Innersdijken, dat zijn water naar het noorden, naar het Winsumerdiep bij Onderdendam afvoerde. Aan de oostzijde was een overtoom, de Rollen genaamd, die als scheepvaartverbinding diende met het Damsterdiep.
Na een verbeteringsplan, uitgevoerd halverwege de jaren 70 (20e eeuw) is de afwatering drastisch veranderd. Het gebied van het Vierendeel is samengevoegd met het gebied ten zuiden van Bedum en watert nu af via Harm Westerskanaal en het gemaal Casper Hommes aan het Boterdiep even ten noorden van Zuidwolde. Het water van het Kardingermaar stroomde oorspronkelijk via het Hooimaar in het Deelstermaar, maar werd omstreeks de dertiende eeuw naar het westen omgeleid via het Krommaar.
Op dit moment heet alleen het gedeelte van de spoorbaan Bedum - Stedum (hier bevindt zich een inlaat) tot het Harm Westerskanaal nog het Kardingermaar. De andere gedeelten die steeds een andere afvoerrichting hebben en daarom als aparte watergangen worden beschouwd, hebben hun oorspronkelijke, plaatselijke namen (terug)gekregen. 
1. Het gedeelte (waarvan een deel is gedempt) van het Damsterdiep tot de Noordermolen heet nu de Borgsloot boven de Rollen, maar stond in de 19e eeuw bekend als Thesingermaar
2. Het gedeelte van deze molen tot de Langelandstermolen heet vanouds het Abbemaar, het noordelijke deel heette vroeger ook wel Geweide
3. Het volgende gedeelte tot voorbij het dorp Thesinge heet vanouds Geweide of Geweijde[1]
4. Het gedeelte ten westen van Thesinge heet nu Thesingermaar, maar werd vroeger eveneens Geweide genoemd.
5. Het gedeelte langs de Eemshavenweg heet Kardingermaar
6. Het niet-bemalen gedeelte (ten noorden van de spoorlijn) heet nu Kardinger Buitenmaar, vroeger Buitenmaar
7. Het laatste gedeelte tot Onderdendam heet nu Kromme Kardingermaar, vroeger Krommaar

## Naam
Het water is genoemd naar de Kardingerhuistereed (later bekend als de Pompsterpolder) het gebied ten westen van het dorp Sint-Annen. Hier bevond zich in de Wolddijk de Kardingerzijl. 

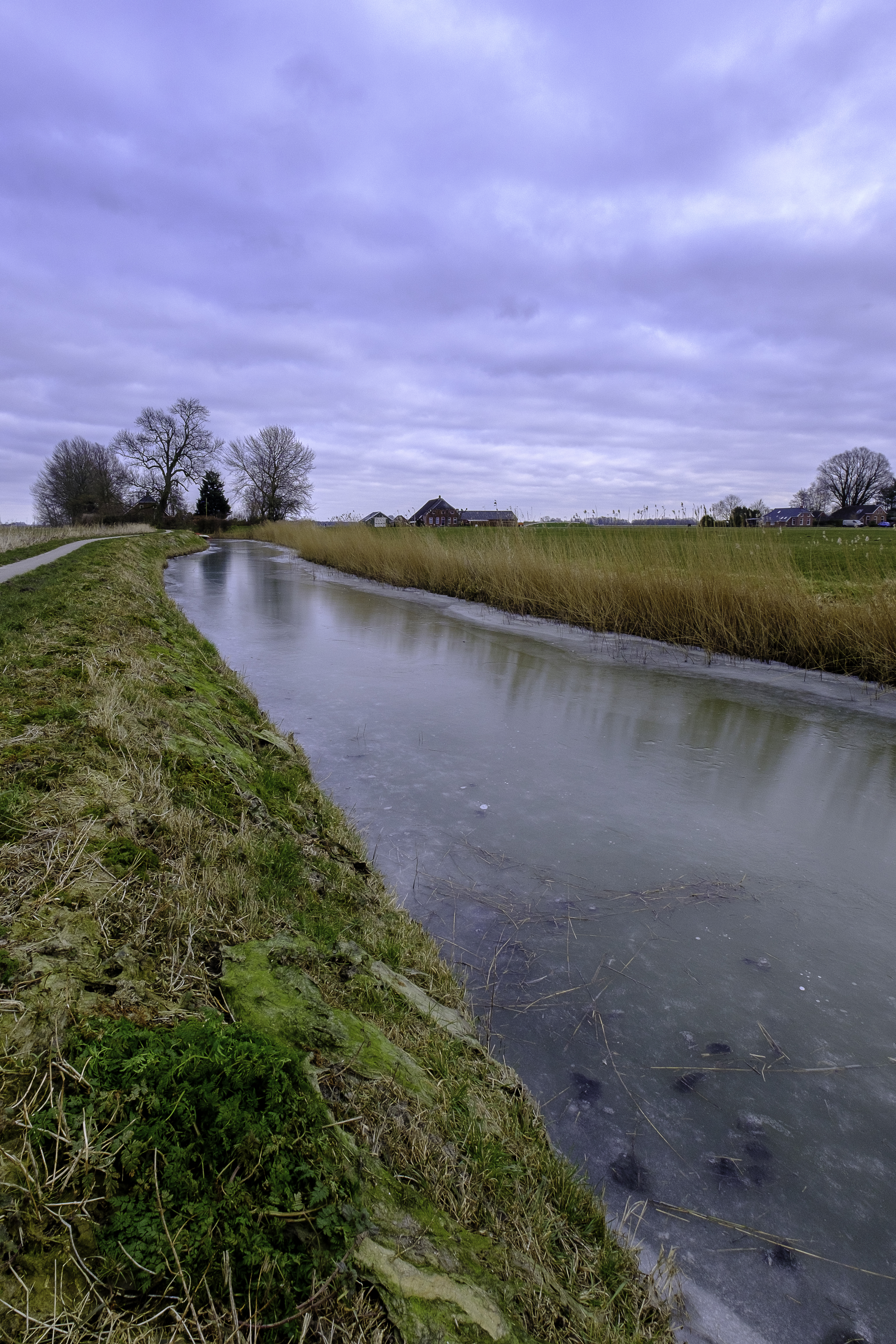
Het Geweide tussen het Abbemaar (Noordermolen) en Lageweg
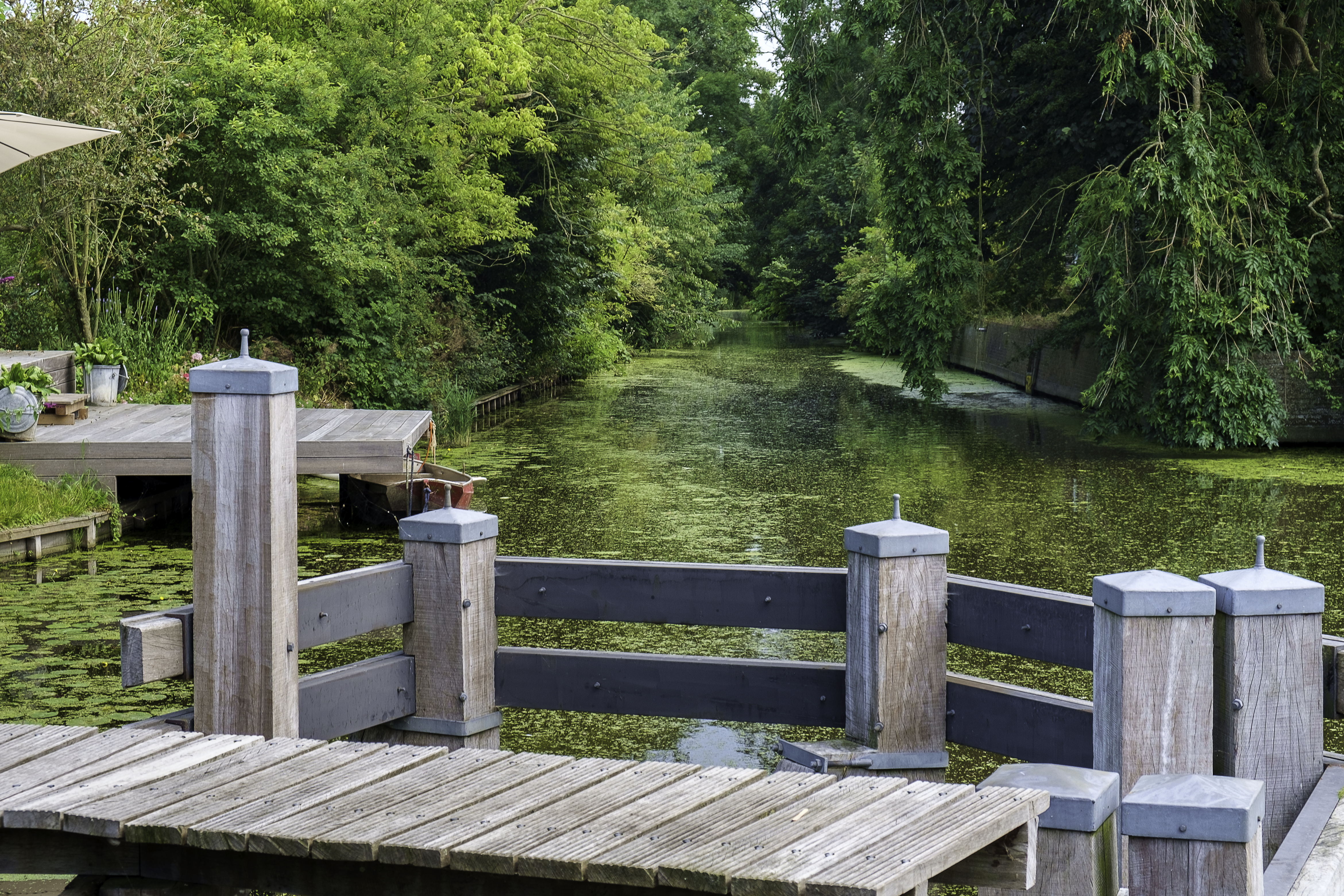
Uitmonding van het Kardingermaar in Onderdendam gezien vanaf de draaibrug. Rechts een stukje van het Boterdiep. Voorbij de draaibrug stromen Boterdiep en Kardingermaar in het Winsumerdiep.
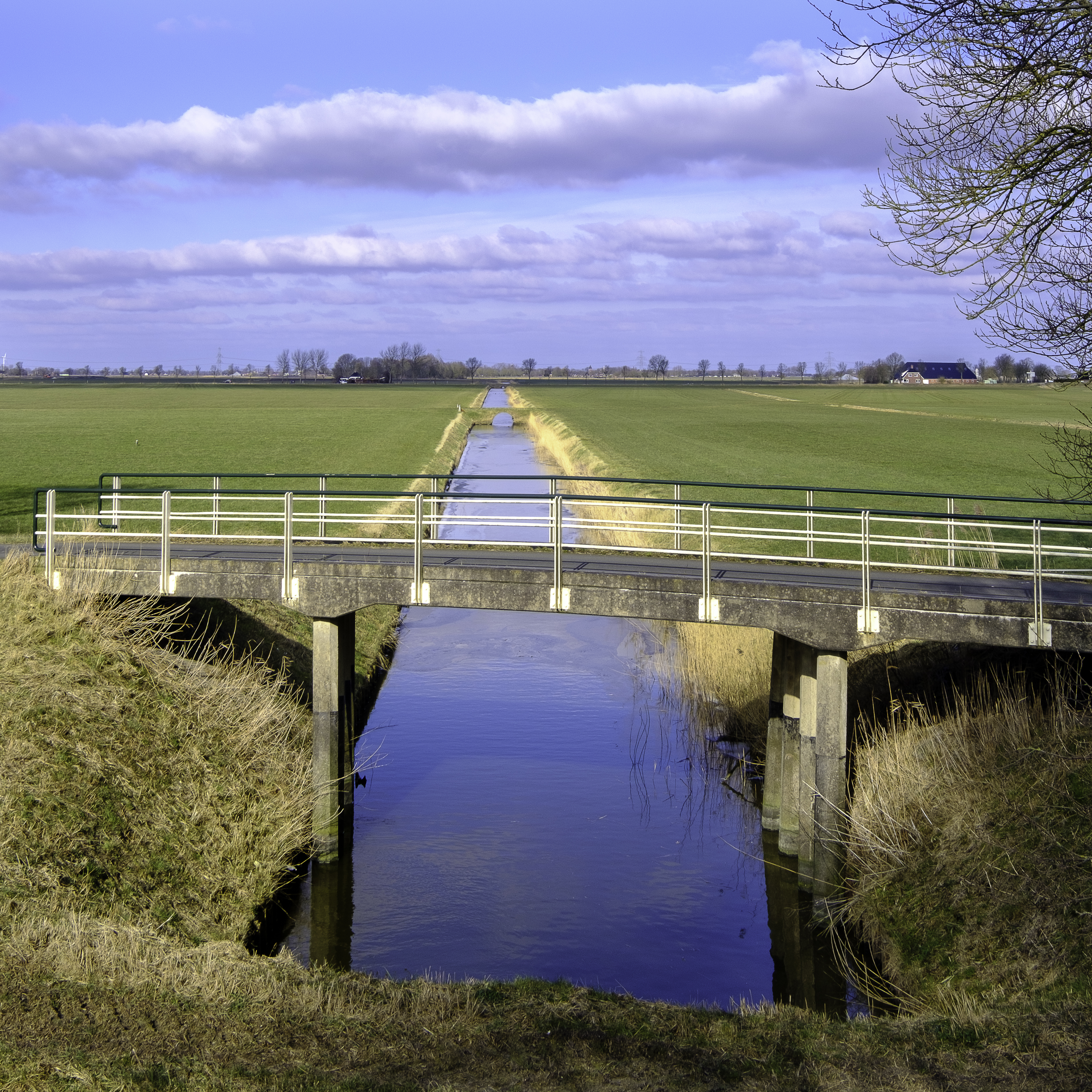
Het Kardingermaar gezien vanaf Lutjewolde naar het noorden

## Fietspad
In de gemeente Groningen is een wandel- en fietspad tussen Parkallee en Noorddijkerweg (bij Elema's Pad) ook Kardingermaar genoemd.